# Qualificazioni al campionato europeo maschile under 23 di calcio 1972

## Risultati

### Gruppo 1
| Squadra        | P.ti | G | V | N | P | GF | GS | DR |
| -------------- | ---- | - | - | - | - | -- | -- | -- |
| Cecoslovacchia | 6    | 4 | 2 | 2 | 0 | 8  | 4  | +4 |
| Romania        | 5    | 4 | 2 | 1 | 1 | 5  | 3  | +2 |
| Finlandia      | 1    | 4 | 0 | 1 | 3 | 4  | 10 | -6 |

| Mikkeli 7 ottobre 1970 | Finlandia | 1 – 1 | Cecoslovacchia |  |

| Turku 11 ottobre 1970 | Finlandia | 0 – 1 | Romania |  |

| Târgu Mureș 16 maggio 1971 | Romania | 1 – 1 | Cecoslovacchia |  |

| Liberec 16 giugno 1971 | Cecoslovacchia | 5 – 2 | Finlandia |  |

| Bucarest 22 settembre 1971 | Romania | 3 – 1 | Finlandia |  |

| Praga 14 novembre 1971 | Cecoslovacchia | 1 – 0 | Romania |  |

### Gruppo 2
| Squadra  | P.ti | G | V | N | P | GF | GS | DR |
| -------- | ---- | - | - | - | - | -- | -- | -- |
| Bulgaria | 9    | 6 | 4 | 1 | 1 | 9  | 3  | +6 |
| Ungheria | 7    | 6 | 3 | 1 | 2 | 9  | 3  | +6 |
| Norvegia | 5    | 6 | 1 | 3 | 2 | 6  | 13 | -7 |
| Francia  | 3    | 6 | 0 | 3 | 3 | 5  | 10 | -5 |

| Fredrikstad 6 ottobre 1970 | Norvegia | 1 – 0 | Ungheria |  |

| Alès 11 novembre 1970 | Francia | 0 – 0 | Norvegia |  |

| Sofia 15 novembre 1970 | Bulgaria | 5 – 0 | Norvegia |  |

| Rouen 23 aprile 1971 | Francia | 1 – 1 | Ungheria |  |

| Vraca 18 maggio 1971 | Bulgaria | 1 – 0 | Ungheria |  |

| Tønsberg 8 giugno 1971 | Norvegia | 1 – 1 | Bulgaria |  |

| Sarpsborg 7 settembre 1971 | Norvegia | 4 – 4 | Francia |  |

| Budapest 25 settembre 1971 | Ungheria | 2 – 0 | Bulgaria |  |

| Budapest 10 ottobre 1971 | Ungheria | 3 – 0 | Francia |  |

| Budapest 27 ottobre 1971 | Ungheria | 3 – 0 | Norvegia |  |

| Stara Zagora 10 novembre 1971 | Bulgaria | 1 – 0 | Francia |  |

| Rennes 5 dicembre 1971 | Francia | 0 – 1 | Bulgaria |  |

### Gruppo 3
| Atene 15 dicembre 1970 | Grecia | 1 – 0 | Svizzera |  |

| San Gallo 11 maggio 1971 | Svizzera | 0 – 2 | Grecia |  |

Si qualifica la Grecia (3-0).

### Gruppo 4
| Malaga 30 maggio 1971 | Spagna | 1 – 2 | Unione Sovietica |  |

| Donec'k 27 ottobre 1971 | Unione Sovietica | 1 – 1 | Spagna |  |

Si qualifica l'Unione Sovietica (3-2).

### Gruppo 5
| Lisbona 14 ottobre 1970 | Portogallo | 1 – 1 | Danimarca |  |

| Aalborg 12 maggio 1971 | Danimarca | 2 – 1 | Portogallo |  |

Si qualifica la Danimarca (3-2).

### Gruppo 6
| Squadra | P.ti | G | V | N | P | GF | GS | DR |
| ------- | ---- | - | - | - | - | -- | -- | -- |
| Svezia  | 6    | 4 | 3 | 0 | 1 | 8  | 2  | +6 |
| Italia  | 4    | 4 | 2 | 0 | 2 | 6  | 7  | -1 |
| Austria | 2    | 4 | 1 | 0 | 3 | 3  | 8  | -5 |

| Varese 1º novembre 1970 | Italia | 3 – 1 | Austria |  |

| Borlänge 25 maggio 1971 | Svezia | 2 – 0 | Austria |  |

| Udine 10 giugno 1971 | Italia | 1 – 0 | Svezia |  |

| Innsbruck 5 settembre 1971 | Austria | 0 – 2 | Svezia |  |

| Växjö 10 ottobre 1971 | Svezia | 4 – 1 | Italia |  |

| Klagenfurt 21 novembre 1971 | Austria | 2 – 1 | Italia |  |

### Gruppo 7
| Squadra      | P.ti | G | V | N | P | GF | GS | DR |
| ------------ | ---- | - | - | - | - | -- | -- | -- |
| Paesi Bassi  | 5    | 4 | 2 | 1 | 1 | 9  | 7  | +2 |
| Jugoslavia   | 5    | 4 | 2 | 1 | 1 | 7  | 7  | 0  |
| Germania Est | 2    | 4 | 1 | 0 | 3 | 5  | 7  | -2 |

| Eindhoven 10 ottobre 1970 | Paesi Bassi | 5 – 2 | Jugoslavia |  |

| Erfurt 10 novembre 1970 | Germania Est | 3 – 1 | Paesi Bassi |  |

| Mostar 3 aprile 1971 | Jugoslavia | 1 – 1 | Paesi Bassi |  |

| Karl-Marx-Stadt 8 maggio 1971 | Germania Est | 0 – 1 | Jugoslavia |  |

| Tilburg 9 ottobre 1971 | Paesi Bassi | 2 – 1 | Germania Est |  |

| Tuzla 15 ottobre 1971 | Jugoslavia | 3 – 1 | Germania Est |  |

### Gruppo 8
| Squadra        | P.ti | G | V | N | P | GF | GS | DR  |
| -------------- | ---- | - | - | - | - | -- | -- | --- |
| Germania Ovest | 11   | 6 | 5 | 1 | 0 | 11 | 1  | +10 |
| Polonia        | 7    | 6 | 2 | 3 | 1 | 7  | 4  | +3  |
| Albania        | 3    | 6 | 0 | 3 | 3 | 2  | 7  | -5  |
| Turchia        | 3    | 6 | 0 | 3 | 3 | 0  | 8  | -8  |

| Tirana 14 ottobre 1970 | Albania | 1 – 1 | Polonia |  |

| Ankara 18 ottobre 1970 | Turchia | 0 – 2 | Germania Ovest |  |

| Bursa 13 dicembre 1970 | Turchia | 0 – 0 | Albania |  |

| Elbasan 16 febbraio 1971 | Albania | 0 – 2 | Germania Ovest |  |

| Augusta 24 aprile 1971 | Germania Ovest | 3 – 0 | Turchia |  |

| Rzeszów 12 maggio 1971 | Polonia | 2 – 1 | Albania |  |

| Heilbronn 11 giugno 1971 | Germania Ovest | 2 – 0 | Albania |  |

| Ankara 22 settembre 1971 | Turchia | 0 – 0 | Polonia |  |

| Łódź 9 ottobre 1971 | Polonia | 1 – 1 | Germania Ovest |  |

| Valona 14 novembre 1971 | Albania | 0 – 0 | Turchia |  |

| Brema 16 novembre 1971 | Germania Ovest | 1 – 0 | Polonia |  |

| Danzica 5 dicembre 1971 | Polonia | 3 – 0 | Turchia |  |